# Spiraea anomala
Spiraea anomala är en rosväxtart som beskrevs av Batalin.. Spiraea anomala ingår i släktet spireor, och familjen rosväxter. Inga underarter finns listade i Catalogue of Life.